# Wuhan Open 2017
Il Wuhan Open 2017, conosciuto anche come Dongfeng Motor Wuhan Open 2018 per motivi di sponsorizzazione, è stato un torneo di tennis giocato sul cemento. È stata la 4ª edizione del Wuhan Open, che fa parte della categoria Premier 5 nell'ambito del WTA Tour 2017. Si è giocato all'Optics Valley International Tennis Center di Wuhan, in Cina, dal 24 al 30 settembre 2017.

## Partecipanti

### Teste di serie
| Giocatrice  | Nazionalità          | Ranking* | Testa di serie |
| ----------- | -------------------- | -------- | -------------- |
| Spagna      | Garbiñe Muguruza     | 1        | 1              |
| Romania     | Simona Halep         | 2        | 2              |
| Rep. Ceca   | Karolína Plíšková    | 4        | 3              |
| Danimarca   | Caroline Wozniacki   | 6        | 4              |
| Regno Unito | Johanna Konta        | 7        | 5              |
| Russia      | Svetlana Kuznetsova  | 8        | 6              |
| Slovacchia  | Dominika Cibulková   | 9        | 7              |
| Lettonia    | Jeļena Ostapenko     | 10       | 8              |
| Polonia     | Agnieszka Radwańska  | 11       | 9              |
| Stati Uniti | Madison Keys         | 12       | 10             |
| Rep. Ceca   | Petra Kvitová        | 13       | 11             |
| Germania    | Angelique Kerber     | 14       | 12             |
| Francia     | Kristina Mladenovic  | 15       | 13             |
| Stati Uniti | Sloane Stephens      | 17       | 14             |
| Lettonia    | Anastasija Sevastova | 18       | 15             |
| Russia      | Elena Vesnina        | 19       | 16             |

* Ranking al 18 settembre 2017

### Altre partecipanti
Le seguenti giocatrici hanno ricevuto una wild card per il tabellone principale:
- Jil Teichmann
- Duan Yingying
- Wang Yafan

Le seguenti giocatrici sono passate dalle qualificazioni:

- Magda Linette
- Mónica Puig
- Ons Jabeur
- Monica Niculescu
- Varvara Lepchenko
- Maria Sakkarī
- Christina McHale
- Andrea Petković

## Campioni

### Singolare femminile
Caroline Garcia ha sconfitto in finale  Ashleigh Barty per 6(3)–7, 7–6(4), 6-2.
- È il quinto titolo in carriera per Garcia, il primo del 2017.

### Doppio femminile
Martina Hingis /  Chan Yung-jan hanno sconfitto in finale  Tímea Babos /  Andrea Sestini Hlaváčková per 6-1, 6-4.